# Meneng

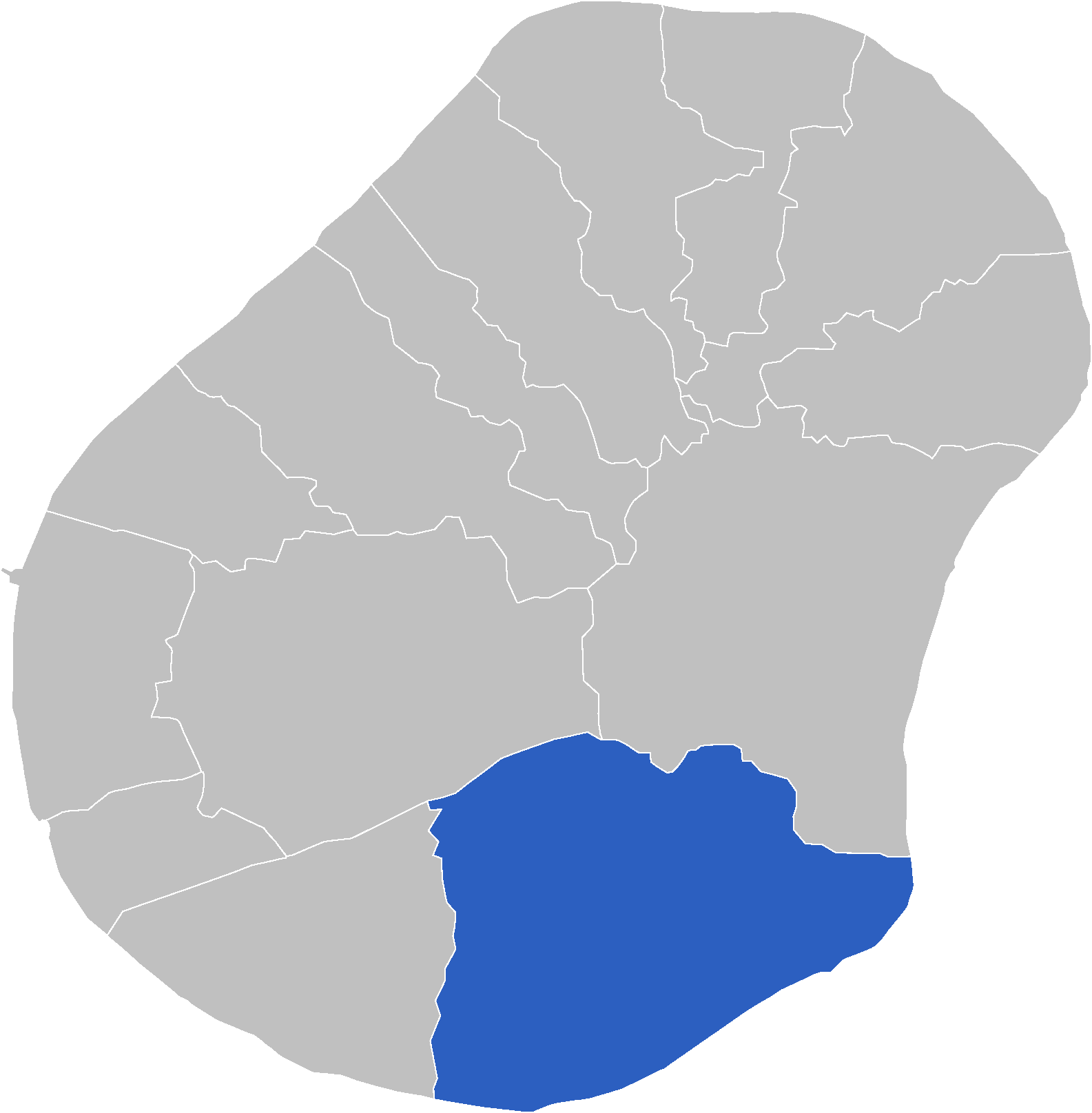
Distriktets läge på Nauru

Meneng (eller Menen, tidigare Meneñ) är ett distrikt och en valkrets i landet Nauru. I detta distrikt finns Menen Hotel, det dyraste av öns två platser för turister att övernatta (det andra är vandrarhemmet i Aiwo). Nära detta hotellet finns Anibarebukten.
Andra saker i Meneng är bland annat:
- Mobilstationen
- Statens hus (presidentens hem, nyligen nerbränt)
- Regeringens tryckeri
- Meneñ stadion (byggs nu)

Distriktet ligger i den sydöstra delen av ön, med en area på 3,1 km² och har en befolkning på 1 400 invånare (2004). De väljer in två medlemmar till landets parlament i Yaren.

## Valresultat23 oktober2004
| Kandidat         | Röster |
| ---------------- | ------ |
| Dogabe Jeremiah  | 279,5  |
| Sprent Dabwido   | 239,73 |
| Lionel Aingimea  | 205,36 |
| Doneke Kepae     | 198,47 |
| Nimrod Botelanga | 190,72 |
| Rykers Solomon   | 181,96 |
| Simpson Simon    | 151,4  |
| Porthos Bop      | 147,61 |
| Roxen Agadio     | 137,59 |
| Lockeley Denuga  | 133,41 |

## Valresultat3 maj2003
| Kandidat         | Röster |
| ---------------- | ------ |
| Dogabe Jeremiah  | 298,6  |
| Nimrod Botelanga | 294,56 |
| Sprent Dabwido   | 262,35 |
| Rykers Solomon   | 187,35 |
| Simpson Simon    | 159,71 |
| Paul Aingimea    | 159,63 |
| John Bop         | 155    |
| Sire Demaure     | 147,9  |
| Ralph Steven     | 133,14 |